# Asociación Uruguaya de Fútbol

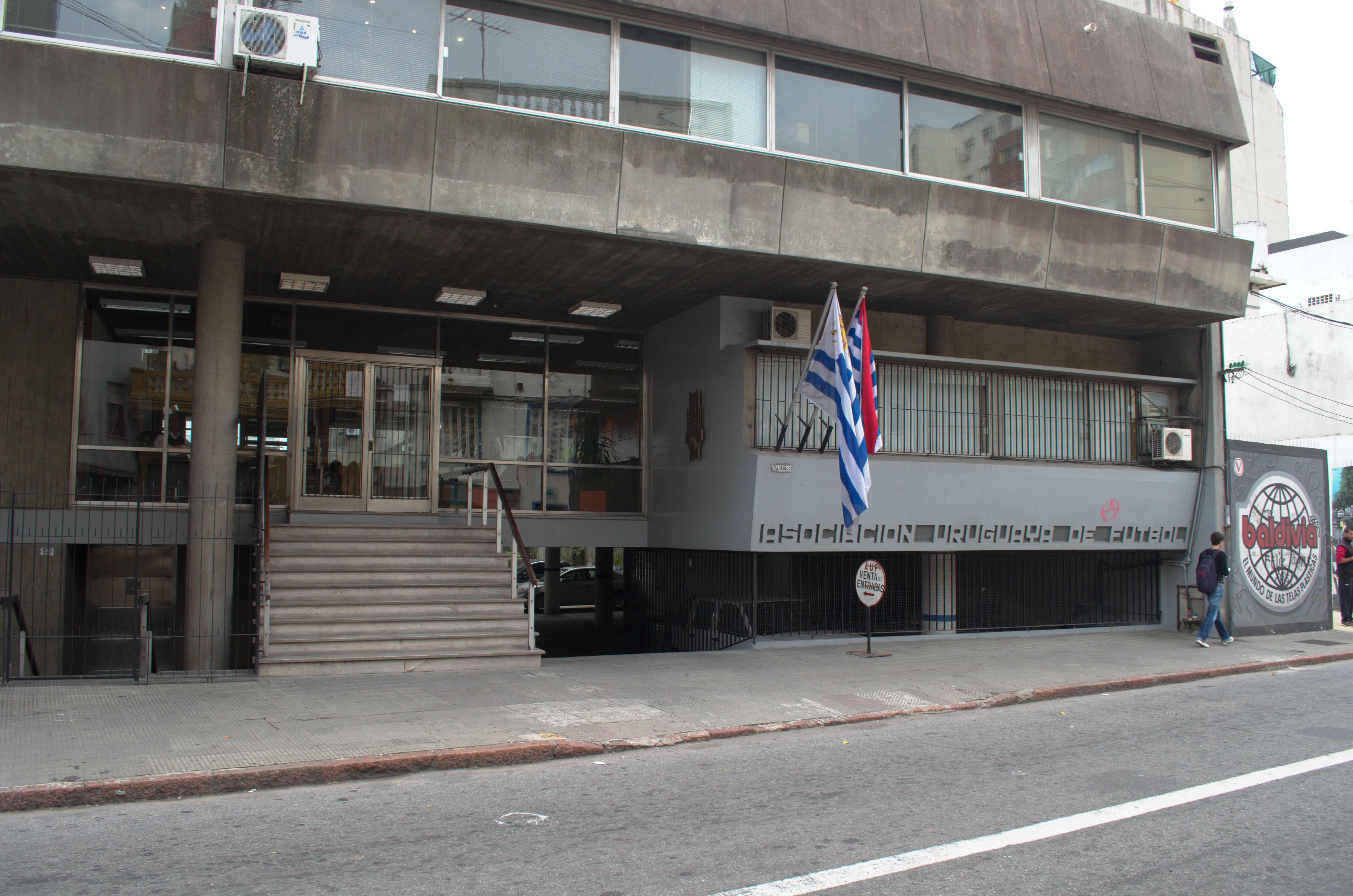
Sitz der AUF

Die Asociación Uruguaya de Fútbol (Abk. AUF) ist der Fußballverband Uruguays.
Er wurde am 30. März 1900 als The Uruguay Association Football League von den Vereinen Albion Football Club, Central Uruguay Railway Cricket Club, Deutscher Fussball Klub und Uruguay Athletic Club auf Vorschlag von Enrique Cándido Lichtemberger, einem der Führer von Albion, gegründet. Bei der zu schaffenden Verbandsstruktur griff man auf das Vorbild der Football Association zurück. Die Regularien des Verbandes wurden daher auch in englischer Sprache verfasst. Erster Präsident wurde Pedro Charter vom CURCC. Der erste Sitz des Verbandes befand sich nahe dem Hafen von Montevideo in der Calle Solís 15 in den dortigen Büroräumen des Versicherungsunternehmens El Siglo, dessen Großaktionär Lichtemberger war. In der Folgezeit wechselte der Verbandssitz mehrfach. Allerdings verblieb man immer in den Grenzen der Ciudad Vieja. 1905 erfolgte die Umbenennung in Liga Uruguaya de Football. 1915 erhielt der Verband die namentliche Bezeichnung Asociación Uruguaya de Football. Mit der Neugründung der Profiliga am 6. April 1932 griff man auch auf den bis dahin etablierten Namen des Verbandes aus der Amateurzeit zurück. Am 30. Juni 1936 gab man unter der Präsidentschaft Raúl Judes schließlich den Anglizismus im Namen auf und führte die Umbenennung auf den bis heute gültigen Namen Asociación Uruguaya de Fútbol durch. Seit 1916 ist der Verband Mitglied des gemeinsam mit den Verbänden Argentiniens, Brasiliens und Chiles gegründeten CONMEBOL und seit 1923 in der FIFA. Seit 2014 hat Wilmar Valdez das Amt des Präsidenten der AUF inne.

## Meisterschaften

### Männer
Die Meisterschaft in der höchsten Spielklasse der AUF, der Primera División, wird seit der Spielzeit 2005 im in Europa üblichen Rhythmus ausgetragen, der eine Hinrunde (Apertura) im zweiten Kalenderhalbjahr und eine Rückrunde (Clausura) im ersten Kalenderhalbjahr des Folgejahres beinhaltet. Die Frage der Rekordmeisterschaft ist umstritten. Die beiden in der Hauptstadt Montevideo ansässigen Vereine Nacional und Peñarol können jeweils 44 bzw. 42 offiziell anerkannte Meisterschaftstitel vorweisen. Der Antwort auf die Frage, ob der fünf Meistertitel aufweisende Peñarol-Vorgängerverein Central Uruguay Railway Cricket Club in diese Rechnung einzubeziehen ist, kommt streitentscheidende Bedeutung zu.
Der AUF unterstellt ist auch der Wettbewerb der zweithöchsten uruguayischen Spielklasse, der Segunda División, die ebenso wie die Primera División als Profiliga konzipiert ist.
Darüber hinaus wird auch der Teil des Amateurbereichs im uruguayischen Fußball, der die Vereine aus der Metropolregion Montevideo umfasst, von der AUF organisiert. Dieser Bereich ist in der Segunda División Amateur sowie in der Tercera División angesiedelt. Die Vereine des Landesinneren sind dagegen im von dem der AUF zwar angegliederten aber unabhängigen Verband Organización del Fútbol del Interior (OFI) organisiert.

### Frauen
Seit 1997 wird unter dem Dach der AUF mit dem Campeonato Uruguayo de Fútbol Femenino auch ein Frauenfußball-Wettbewerb jährlich durchgeführt. Überdies veranstaltete die AUF gemeinsam mit der OFI in diesem Bereich in den Jahren 2001 und 2003 mit dem Torneo Nacional de Fútbol Femenino einen weiteren Wettbewerb.

### Junioren
Ein U-20-Liga-Wettbewerb ist ebenfalls Teil des von der AUF organisierten Wettbewerbs-Portfolios.

### Futsal und Strandfußball
Auch Futsal-Turniere richtet die AUF aus. Allerdings besteht in diesem Sportbereich mit der Federación Uruguaya de Fútbol de Salón ein weiterer Verband. Ferner existiert eine Strandfußball-Liga (fútbol playa), der bei der Austragung im Jahre 2010 zehn Mannschaften angehörten. Auch für Frauen wird ein solcher Wettbewerb durchgeführt. Frauen-Meister des Jahres 2013 wurde Antidoping nach 7:6 im Strafstoß-Schießen über die Mannschaft von La Luz.

## Nationalmannschaft
Die Uruguayische Fußballnationalmannschaft wurde je zweimal Olympiasieger (1924 und 1928) sowie Weltmeister (1930 und 1950) und waren mit 15 Titeln bis ins Jahr 2021 Rekordsieger der Copa América. Mittlerweile verloren sie diesen Titel an Argentinien, die im Jahr 2021 ihren 15. und 2024 den 16. Titel holten. Sie spielt in der Regel mit schwarzen Hosen, himmelblauen Hemden und schwarzen Stutzen. Alternativ tritt die Nationalelf ganz in Weiß an. Aufgrund der Grundfarbe des Trikots wird die Nationalmannschaft auch oft als die „Celeste“, die „Himmelblaue“, bezeichnet.

## Nationalstadion
Das Nationalstadion ist das zur Fußball-Weltmeisterschaft 1930 fertiggestellte Estadio Centenario in Montevideo mit 74.000 Sitzplätzen (ursprünglich 100.000 Plätze).

## Präsidenten der AUF
Chronologische Auflistung der Präsidenten der AUF
| Zeitraum  | Name                   |
| --------- | ---------------------- |
| 1900      | Pedro Charter          |
| 1901      | William Leslie Poole   |
| 1902      | Carlos Rowland         |
| 1903–1904 | Jorge Clulow           |
| 1905      | Félix Ortiz de Taranco |
| 1906      | Jorge Clulow           |
| 1907–1912 | Héctor Rivadavia Gómez |
| 1913–1914 | Abelardo Véscovi       |
| 1915–1918 | Juan Blengio Rocca     |
| 1919      | Ángel Colombo          |
| 1920–1921 | León Peyrou            |
| 1922–1923 | José M. Reyes Lerena   |
| 1924–1925 | Atilio Narancio        |
| 1926      | Héctor Rivadavia Gómez |
| 1927–1930 | Raúl Jude              |
| 1931      | César Batlle Pacheco   |
| 1932–1933 | Mario Ponce De León    |
| 1934–1937 | Raúl Jude              |
| 1938–1939 | Aníbal Garderes        |
| 1940–1941 | Héctor Gerona          |
| 1942      | Cyro Geanbruno         |
| 1943–1952 | César Batlle Pacheco   |
| 1953–1956 | Miguel Ángel Cattaneo  |
| 1957–1960 | Fermín Sorhueta        |
| 1961–1963 | Omar Porciúncula       |
| 1964      | Américo Gil            |
| 1965–1966 | Conrado Sáez           |
| 1967–1969 | Julio Lacarte Muró     |
| 1970–1972 | Américo Gil            |
| 1973      | Fermín Sorhueta        |
| 1974–1976 | Héctor Del Campo       |
| 1976      | Carlos Keralto         |
| 1977–1978 | Mario Garbarino        |
| 1978–1980 | Yamandu Flangini       |
| 1981–1982 | Matías Vázquez         |
| 1983–1986 | Héctor Joanicó         |
| 1986      | Miguel Volonterio      |
| 1987      | Donato Griecco         |
| 1988–1989 | Julio C. Franzini      |
| 1989–1990 | Julio César Maglione   |
| 1991–1993 | Hugo Batalla           |
| 1994–1996 | Carlos Maresca         |
| 1997–2006 | Eugenio Figueredo      |
| 2006–2008 | José Luis Corbo        |
| 2008–2009 | Washington Rivero      |
| 2009–2014 | Sebastián Bauzá        |
| 2014–     | Wilmar Valdez          |

## Schiedsrichter
Offizielle FIFA-Schiedsrichter der AUF sind im Jahr 2021:
- Darío Ubriaco (2008–)
- Claudia Umpiérrez (2010–)
- Daniel Fedorczuk (2011–)
- Andrés Cunha (2013–)
- Fernando Falce (2013–)
- Christian Ferreyra (2013–)
- Jonathan Fuentes (2015–)
- Esteban Ostojich (2016–)
- Óscar Rojas (2016–)
- Leodán González (2016–)
- Gustavo Tejera (2018–)